# Abida ateni
Abida ateni е вид коремоного от семейство Chondrinidae. Видът е световно застрашен, със статут Уязвим.

## Разпространение
Разпространен е във Франция.